# Saison 2024-2025 des Pistons de Détroit
La saison 2024-2025 des Pistons de Détroit est la 84e saison de la franchise, la 77e au sein de la National Basketball Association (NBA) et la 68e saison dans la ville de Détroit.
Le 4 avril, les Pistons se qualifient pour les playoffs après leur victoire contre les Raptors de Toronto (117-105). 
Le 1er mai, ils sont éliminés par les Knicks de New York au premier tour des playoffs (2-4). 

## Draft
| Tour | Choix | Joueur      | Poste | Nationalité | Provenance                     |
| ---- | ----- | ----------- | ----- | ----------- | ------------------------------ |
| 1    | 5     | Ron Holland | SF    | États-Unis  | NBA G League Ignite (G League) |
| 2    | 53    | Cam Spencer | SG    | États-Unis  | Huskies du Connecticut         |

## Matchs

### Summer League
| Summer League Total: 2-3 |

| Match | Date match | Équipe       | Score   | Meilleur marqueur   | Meilleur rebondeur | Meilleur passeur      | Lieux Spectateurs      | Série |
| ----- | ---------- | ------------ | ------- | ------------------- | ------------------ | --------------------- | ---------------------- | ----- |
| 1     | 13 juillet | Philadelphie | D 81-94 | Ron Holland (15)    | Tolu Smith (11)    | Jenkins, Klintman (5) | Thomas & Mack Center 0 | 0 - 1 |
| 2     | 15 juillet | Houston      | V 87-73 | Daniss Jenkins (26) | Bobi Klintman (9)  | Marcus Sasser (8)     | Thomas & Mack Center 0 | 1 - 1 |
| 3     | 16 juillet | Chicago      | V 85-77 | Jayce Johnson (19)  | Bobi Klintman (12) | Javante McCoy (5)     | Thomas & Mack Center 0 | 2 - 1 |
| 4     | 19 juillet | New York     | D 90-91 | Marcus Sasser (24)  | Tolu Smith (14)    | Klintman, Sasser (5)  | Cox Pavilion 0         | 2 - 2 |
| 5     | 21 juillet | Utah         | D 87-97 | Ron Holland (23)    | Jalen Slawson (6)  | Marcus Sasser (6)     | Thomas & Mack Center 0 | 2 - 3 |

### Pré-saison
| Pré-saison Total: 3-2 (Domicile : 2-1; Extérieur : 1-1) |

| Match | Date match | Équipe         | Score    | Meilleur marqueur      | Meilleur rebondeur   | Meilleur passeur    | Lieux Spectateurs                    | Série |
| ----- | ---------- | -------------- | -------- | ---------------------- | -------------------- | ------------------- | ------------------------------------ | ----- |
| 1     | 6 octobre  | Milwaukee      | V 120-87 | Jaden Ivey (22)        | Jalen Duren (9)      | Marcus Sasser (9)   | Little Caesars Arena 9 811           | 1 - 0 |
| 2     | 8 octobre  | Phoenix        | D 97-105 | Jalen Duren (17)       | Jalen Duren (6)      | Cade Cunningham (8) | Breslin Student Events Center 14 901 | 1 - 1 |
| 3     | 11 octobre | @ Phoenix      | V 109-91 | Cade Cunningham (25)   | Cade Cunningham (12) | Cade Cunningham (9) | Footprint Center 17 071              | 2 - 1 |
| 4     | 13 octobre | @ Golden State | D 93-111 | Jaden Ivey (19)        | Jalen Duren (9)      | Cade Cunningham (7) | Chase Center 18 064                  | 2 - 2 |
| 5     | 16 octobre | Cleveland      | V 108-92 | Simone Fontecchio (18) | Paul Reed (9)        | Marcus Sasser (5)   | Little Caesars Arena 8 411           | 3 - 2 |

### Saison régulière
| Saison régulière Total: 44-38 (Domicile : 22-19; Extérieur : 22-19) |

| Match | Date match | Équipe         | Score     | Meilleur marqueur    | Meilleur rebondeur  | Meilleur passeur     | Lieux Spectateurs                 | Série |
| ----- | ---------- | -------------- | --------- | -------------------- | ------------------- | -------------------- | --------------------------------- | ----- |
| 1     | 23 octobre | Indiana        | D 109-115 | Cade Cunningham (28) | Jalen Duren (13)    | Cade Cunningham (8)  | Little Caesars Arena 20 062       | 0 - 1 |
| 2     | 25 octobre | @ Cleveland    | D 101-113 | Cade Cunningham (33) | Duren, Holland (7)  | Cade Cunningham (6)  | Rocket Mortgage FieldHouse 19 432 | 0 - 2 |
| 3     | 26 octobre | Boston         | D 118-124 | Jaden Ivey (26)      | Tobias Harris (11)  | Cade Cunningham (10) | Little Caesars Arena 19 311       | 0 - 3 |
| 4     | 28 octobre | @ Miami        | D 98-106  | Cade Cunningham (24) | Isaiah Stewart (15) | Cade Cunningham (6)  | Kaseya Center 19 626              | 0 - 4 |
| 5     | 30 octobre | @ Philadelphie | V 105-95  | Jaden Ivey (23)      | Tobias Harris (14)  | Cade Cunningham (7)  | Wells Fargo Center 19 759         | 1 - 4 |

| Match                                  | Date match   | Équipe       | Score          | Meilleur marqueur        | Meilleur rebondeur       | Meilleur passeur     | Lieux Spectateurs            | Série  |
| -------------------------------------- | ------------ | ------------ | -------------- | ------------------------ | ------------------------ | -------------------- | ---------------------------- | ------ |
| 6                                      | 1er novembre | New York     | D 98-128       | Cade Cunningham (22)     | Tobias Harris (8)        | Cade Cunningham (6)  | Little Caesars Arena 17 022  | 1 - 5  |
| 7                                      | 3 novembre   | @ Brooklyn   | V 106-92       | Cade Cunningham (19)     | Jalen Duren (17)         | Tobias Harris (6)    | Barclays Center 17 086       | 2 - 5  |
| 8                                      | 4 novembre   | L.A. Lakers  | V 115-103      | Jaden Ivey (26)          | Jalen Duren (14)         | Cade Cunningham (11) | Little Caesars Arena 20 062  | 3 - 5  |
| 9                                      | 6 novembre   | @ Charlotte  | D 107-108      | Jaden Ivey (21)          | Cade Cunningham (10)     | Cade Cunningham (10) | Spectrum Center 13 247       | 3 - 6  |
| 10                                     | 8 novembre   | Atlanta      | V 122-121      | Trois joueurs (22)       | Cunningham, Stewart (11) | Cade Cunningham (13) | Little Caesars Arena 17 913  | 4 - 6  |
| 11                                     | 10 novembre  | Houston      | D 99-101       | Cade Cunningham (26)     | Trois joueurs (8)        | Cade Cunningham (9)  | Little Caesars Arena 18 744  | 4 - 7  |
| 12                                     | 12 novembre  | Miami*       | V 123-121 (OT) | Beasley, Cunningham (21) | Jalen Duren (11)         | Cade Cunningham (9)  | Little Caesars Arena 17 806  | 5 - 7  |
| 13                                     | 13 novembre  | @ Milwaukee  | D 120-127 (OT) | Cade Cunningham (35)     | Malik Beasley (10)       | Cade Cunningham (11) | Fiserv Forum 17 341          | 5 - 8  |
| 14                                     | 15 novembre  | @ Toronto*   | V 99-95        | Malik Beasley (20)       | Tobias Harris (11)       | Cade Cunningham (10) | Scotiabank Arena 19 245      | 6 - 8  |
| 15                                     | 17 novembre  | @ Washington | V 124-104      | Jaden Ivey (28)          | Cunningham, Duren (10)   | Cade Cunningham (10) | Capital One Arena 14 789     | 7 - 8  |
| 16                                     | 18 novembre  | Chicago      | D 112-122      | Cade Cunningham (26)     | Jalen Duren (22)         | Cade Cunningham (10) | Little Caesars Arena 18 022  | 7 - 9  |
| 17                                     | 21 novembre  | @ Charlotte  | D 121-123 (OT) | Cade Cunningham (27)     | Duren, Stewart (9)       | Cade Cunningham (10) | Spectrum Center 14 671       | 7 - 10 |
| 18                                     | 23 novembre  | @ Orlando    | D 100-111      | Jaden Ivey (19)          | Jaden Ivey (7)           | Beasley, Stewart (4) | Kia Center 19 094            | 7 - 11 |
| 19                                     | 25 novembre  | Toronto      | V 102-100      | Jaden Ivey (25)          | Jalen Duren (12)         | Jaden Ivey (8)       | Little Caesars Arena 18 421  | 8 - 11 |
| 20                                     | 27 novembre  | @ Memphis    | D 111-131      | Marcus Sasser (22)       | Trois joueurs (7)        | Marcus Sasser (5)    | FedExForum 16 261            | 8 - 12 |
| 21                                     | 29 novembre  | @ Indiana*   | V 130-106      | Malik Beasley (25)       | Jalen Duren (12)         | Cade Cunningham (11) | Gainbridge Fieldhouse 17 274 | 9 - 12 |
| 22                                     | 30 novembre  | Philadelphie | D 96-111       | Malik Beasley (19)       | Simone Fontecchio (11)   | Jaden Ivey (5)       | Little Caesars Arena 22 062  | 9 - 13 |
| *Matchs comptant pour la NBA Cup 2024. |              |              |                |                          |                          |                      |                              |        |

| Match                                 | Date match  | Équipe        | Score          | Meilleur marqueur       | Meilleur rebondeur     | Meilleur passeur     | Lieux Spectateurs            | Série   |
| ------------------------------------- | ----------- | ------------- | -------------- | ----------------------- | ---------------------- | -------------------- | ---------------------------- | ------- |
| 23                                    | 3 décembre  | Milwaukee*    | D 107-128      | Cade Cunningham (23)    | Duren, Stewart (6)     | Cade Cunningham (6)  | Little Caesars Arena 17 988  | 9 - 14  |
| 24                                    | 4 décembre  | @ Boston      | D 120-130      | Cunningham, Harris (27) | Cade Cunningham (9)    | Cade Cunningham (14) | TD Garden 19 156             | 9 - 15  |
| 25                                    | 7 décembre  | @ New York    | V 120-111      | Cade Cunningham (29)    | Cade Cunningham (10)   | Cade Cunningham (15) | Madison Square Garden 19 812 | 10 - 15 |
| 26                                    | 12 décembre | @ Boston      | D 99-123       | Ron Holland (26)        | Cunningham, Harris (8) | Cade Cunningham (8)  | TD Garden 19 156             | 10 - 16 |
| 27                                    | 16 décembre | Miami         | V 125-124 (OT) | Malik Beasley (28)      | Jalen Duren (16)       | Cade Cunningham (18) | Little Caesars Arena 17 810  | 11 - 16 |
| 28                                    | 19 décembre | Utah          | D 119-126      | Cade Cunningham (33)    | Paul Reed (9)          | Cade Cunningham (7)  | Little Caesars Arena 18 022  | 11 - 17 |
| 29                                    | 21 décembre | @ Phoenix     | V 133-125      | Cade Cunningham (28)    | Jalen Duren (11)       | Cade Cunningham (13) | Footprint Center 17 071      | 12 - 17 |
| 30                                    | 23 décembre | @ L.A. Lakers | V 117-114      | Malik Beasley (21)      | Jalen Duren (9)        | Cade Cunningham (10) | Crypto.com Arena 18 997      | 13 - 17 |
| 31                                    | 26 décembre | @ Sacramento  | V 114-113      | Cade Cunningham (33)    | Jalen Duren (10)       | Cade Cunningham (10) | Golden 1 Center 17 832       | 14 - 17 |
| 32                                    | 28 décembre | @ Denver      | D 121-134      | Cunningham, Ivey (17)   | Jalen Duren (7)        | Cade Cunningham (8)  | Ball Arena 19 876            | 14 - 18 |
| *Match comptant pour la NBA Cup 2024. |             |               |                |                         |                        |                      |                              |         |

| Match | Date match  | Équipe       | Score     | Meilleur marqueur     | Meilleur rebondeur   | Meilleur passeur        | Lieux Spectateurs                 | Série   |
| ----- | ----------- | ------------ | --------- | --------------------- | -------------------- | ----------------------- | --------------------------------- | ------- |
| 33    | 1er janvier | Orlando      | V 105-96  | Jaden Ivey (22)       | Jalen Duren (11)     | Cunningham, Sasser (5)  | Little Caesars Arena 19 399       | 15 - 18 |
| 34    | 3 janvier   | Charlotte    | V 98-94   | Tobias Harris (24)    | Jaden Ivey (14)      | Jaden Ivey (22)         | Little Caesars Arena 18 866       | 16 - 18 |
| 35    | 4 janvier   | Minnesota    | V 119-105 | Cade Cunningham (40)  | Tobias Harris (11)   | Cade Cunningham (9)     | Little Caesars Arena 20 062       | 17 - 18 |
| 36    | 6 janvier   | Portland     | V 118-115 | Cade Cunningham (32)  | Jalen Duren (12)     | Cade Cunningham (9)     | Little Caesars Arena 16 002       | 18 - 18 |
| 37    | 8 janvier   | @ Brooklyn   | V 113-98  | Malik Beasley (23)    | Jalen Duren (9)      | Beasley, Cunningham (5) | Barclays Center 16 098            | 19 - 18 |
| 38    | 9 janvier   | Golden State | D 104-107 | Cade Cunningham (32)  | Jalen Duren (12)     | Cade Cunningham (8)     | Little Caesars Arena 20 062       | 19 - 19 |
| 39    | 11 janvier  | Toronto      | V 123-114 | Tim Hardaway Jr. (27) | Cade Cunningham (10) | Cade Cunningham (17)    | Little Caesars Arena 19 011       | 20 - 19 |
| 40    | 13 janvier  | @ New York   | V 124-119 | Cade Cunningham (36)  | Duren, Harris (8)    | Cunningham, Sasser (4)  | Madison Square Garden 19 812      | 21 - 19 |
| 41    | 16 janvier  | Indiana      | D 100-111 | Tim Hardaway Jr. (25) | Jalen Duren (17)     | Cade Cunningham (9)     | Little Caesars Arena 16 366       | 21 - 20 |
| 42    | 18 janvier  | Phoenix      | D 121-125 | Tobias Harris (21)    | Jalen Duren (10)     | Cade Cunningham (11)    | Little Caesars Arena 20 062       | 21 - 21 |
| 43    | 20 janvier  | @ Houston    | V 107-96  | Cade Cunningham (32)  | Jalen Duren (14)     | Cade Cunningham (7)     | Toyota Center 18 055              | 22 - 21 |
| 44    | 22 janvier  | @ Atlanta    | V 114-104 | Cade Cunningham (29)  | Duren, Stewart (12)  | Cade Cunningham (11)    | State Farm Arena 13 983           | 23 - 21 |
| 45    | 25 janvier  | @ Orlando    | D 113-121 | Cade Cunningham (35)  | Jalen Duren (8)      | Cade Cunningham (11)    | Kia Center 19 489                 | 23 - 22 |
| 46    | 27 janvier  | @ Cleveland  | D 91-110  | Cade Cunningham (22)  | Jalen Duren (16)     | Cade Cunningham (7)     | Rocket Mortgage FieldHouse 19 432 | 23 - 23 |
| 47    | 29 janvier  | @ Indiana    | D 119-133 | Cade Cunningham (32)  | Jalen Duren (10)     | Cade Cunningham (9)     | Gainbridge Fieldhouse 16 275      | 23 - 24 |
| 48    | 31 janvier  | Dallas       | V 117-102 | Cade Cunningham (40)  | Jalen Duren (13)     | Jalen Duren (5)         | Little Caesars Arena 20 062       | 24 - 24 |

| Match                  | Date match | Équipe        | Score     | Meilleur marqueur    | Meilleur rebondeur      | Meilleur passeur         | Lieux Spectateurs           | Série   |
| ---------------------- | ---------- | ------------- | --------- | -------------------- | ----------------------- | ------------------------ | --------------------------- | ------- |
| 49                     | 2 février  | Chicago       | V 127-119 | Cade Cunningham (22) | Jalen Duren (13)        | Cade Cunningham (15)     | Little Caesars Arena 20 062 | 25 - 24 |
| 50                     | 3 février  | Atlanta       | D 130-132 | Cade Cunningham (30) | Jalen Duren (9)         | Cade Cunningham (14)     | Little Caesars Arena 15 988 | 25 - 25 |
| 51                     | 5 février  | Cleveland     | D 115-118 | Cade Cunningham (38) | Jalen Duren (10)        | Cade Cunningham (9)      | Little Caesars Arena 18 734 | 25 - 26 |
| 52                     | 7 février  | Philadelphie  | V 125-112 | Malik Beasley (36)   | Jalen Duren (13)        | Jalen Duren (7)          | Little Caesars Arena 19 241 | 26 - 26 |
| 53                     | 9 février  | Charlotte     | V 112-102 | Tobias Harris (20)   | Jalen Duren (12)        | Cade Cunningham (12)     | Little Caesars Arena 18 740 | 27 - 26 |
| 54                     | 11 février | @ Chicago     | V 132-92  | Malik Beasley (24)   | Jalen Duren (11)        | Cade Cunningham (7)      | United Center 18 321        | 28 - 26 |
| 55                     | 12 février | @ Chicago     | V 128-110 | Cade Cunningham (29) | Jalen Duren (14)        | Cunningham, Thompson (7) | United Center 18 916        | 29 - 26 |
| NBA All-Star Game 2025 |            |               |           |                      |                         |                          |                             |         |
| 56                     | 21 février | @ San Antonio | V 125-110 | Cade Cunningham (25) | Jalen Duren (15)        | Cade Cunningham (12)     | Frost Bank Center 16 143    | 30 - 26 |
| 57                     | 23 février | @ Atlanta     | V 148-143 | Cade Cunningham (38) | Beasley, Cunningham (7) | Cade Cunningham (12)     | State Farm Arena 17 051     | 31 - 26 |
| 58                     | 24 février | L.A. Clippers | V 106-97  | Cade Cunningham (32) | Jalen Duren (19)        | Cade Cunningham (7)      | Little Caesars Arena 18 989 | 32 - 26 |
| 59                     | 26 février | Boston        | V 117-97  | Malik Beasley (26)   | Jalen Duren (11)        | Cade Cunningham (11)     | Little Caesars Arena 20 062 | 33 - 26 |
| 60                     | 28 février | Denver        | V 119-134 | Malik Beasley (16)   | Jalen Duren (8)         | Dennis Schröder (7)      | Little Caesars Arena 20 062 | 33 - 27 |

| Match | Date match | Équipe                | Score     | Meilleur marqueur     | Meilleur rebondeur    | Meilleur passeur     | Lieux Spectateurs               | Série   |
| ----- | ---------- | --------------------- | --------- | --------------------- | --------------------- | -------------------- | ------------------------------- | ------- |
| 61    | 1er mars   | Brooklyn              | V 115-94  | Trois joueurs (18)    | Jalen Duren (11)      | Cade Cunningham (9)  | Little Caesars Arena 20 062     | 34 - 27 |
| 62    | 3 mars     | @ Utah                | V 134-106 | Cade Cunningham (29)  | Jalen Duren (12)      | Cade Cunningham (9)  | Delta Center 18 175             | 35 - 27 |
| 63    | 5 mars     | @ L.A. Clippers       | D 115-123 | Cade Cunningham (37)  | Cade Cunningham (7)   | Cade Cunningham (10) | Intuit Dome 17 927              | 35 - 28 |
| 64    | 8 mars     | @ Golden State        | D 110-115 | Cade Cunningham (31)  | Jalen Duren (13)      | Cade Cunningham (5)  | Chase Center 18 064             | 35 - 29 |
| 65    | 9 mars     | @ Portland            | V 119-112 | Cade Cunningham (28)  | Jalen Duren (12)      | Cade Cunningham (5)  | Moda Center 19 661              | 36 - 29 |
| 66    | 11 mars    | Washington            | V 123-103 | Cade Cunningham (27)  | Jalen Duren (13)      | Cade Cunningham (10) | Little Caesars Arena 17 699     | 37 - 29 |
| 67    | 13 mars    | Washington            | D 125-129 | Cade Cunningham (38)  | Jalen Duren (14)      | Cade Cunningham (10) | Little Caesars Arena 20 062     | 37 - 30 |
| 68    | 15 mars    | Oklahoma City         | D 107-113 | Tobias Harris (18)    | Trois joueurs (7)     | Dennis Schröder (11) | Little Caesars Arena 20 062     | 37 - 31 |
| 69    | 17 mars    | @ La Nouvelle-Orléans | V 127-81  | Cade Cunningham (24)  | Duren, Fontecchio (7) | Cade Cunningham (8)  | Smoothie King Center 17 398     | 38 - 31 |
| 70    | 19 mars    | @ Miami               | V 116-113 | Cade Cunningham (25)  | Cade Cunningham (12)  | Cade Cunningham (11) | Kaseya Center 19 600            | 39 - 31 |
| 71    | 21 mars    | @ Dallas              | D 117-123 | Cade Cunningham (35)  | Jalen Duren (9)       | Cade Cunningham (6)  | American Airlines Center 20 071 | 39 - 32 |
| 72    | 23 mars    | La Nouvelle-Orléans   | V 136-130 | Ron Holland (26)      | Jalen Duren (12)      | Ron Holland (6)      | Little Caesars Arena 20 062     | 40 - 32 |
| 73    | 25 mars    | San Antonio           | V 122-96  | Marcus Sasser (27)    | Tobias Harris (8)     | Jalen Duren (7)      | Little Caesars Arena 19 511     | 41 - 32 |
| 74    | 28 mars    | Cleveland             | V 133-122 | Tim Hardaway Jr. (32) | Jalen Duren (13)      | Dennis Schröder (10) | Little Caesars Arena 20 062     | 42 - 32 |
| 75    | 30 mars    | @ Minnesota           | D 104-123 | Malik Beasley (27)    | Jalen Duren (11)      | Dennis Schröder (11) | Target Center 18 978            | 42 - 33 |

| Match | Date match | Équipe          | Score          | Meilleur marqueur     | Meilleur rebondeur  | Meilleur passeur     | Lieux Spectateurs           | Série   |
| ----- | ---------- | --------------- | -------------- | --------------------- | ------------------- | -------------------- | --------------------------- | ------- |
| 76    | 2 avril    | @ Oklahoma City | D 103-119      | Tim Hardaway Jr. (23) | Jalen Duren (13)    | Dennis Schröder (7)  | Paycom Center 18 203        | 42 - 34 |
| 77    | 4 avril    | @ Toronto       | V 117-105      | Tim Hardaway Jr. (23) | Jalen Duren (18)    | Dennis Schröder (7)  | Scotiabank Arena 19 491     | 43 - 34 |
| 78    | 5 avril    | Memphis         | D 103-109      | Cade Cunningham (25)  | Ausar Thompson (11) | Ausar Thompson (5)   | Little Caesars Arena 20 062 | 43 - 35 |
| 79    | 7 avril    | Sacramento      | D 117-127      | Cade Cunningham (35)  | Isaiah Stewart (10) | Jalen Duren (6)      | Little Caesars Arena 19 208 | 43 - 36 |
| 80    | 10 avril   | New York        | V 115-105      | Cade Cunningham (36)  | Jalen Duren (13)    | Cade Cunningham (8)  | Little Caesars Arena 20 062 | 44 - 36 |
| 81    | 11 avril   | Milwaukee       | D 119-125      | Cade Cunningham (36)  | Jalen Duren (16)    | Cade Cunningham (12) | Little Caesars Arena 20 062 | 44 - 37 |
| 82    | 13 avril   | @ Milwaukee     | D 133-140 (OT) | Malik Beasley (23)    | Tolu Smith (8)      | Marcus Sasser (10)   | Fiserv Forum 17 796         | 44 - 38 |

### Playoffs
| Playoffs Total: 2-4 (Domicile : 0-3; Extérieur : 2-1) |

| Match | Date match | Équipe     | Score     | Meilleur marqueur             | Meilleur rebondeur  | Meilleur passeur         | Lieux Spectateurs            | Série |
| ----- | ---------- | ---------- | --------- | ----------------------------- | ------------------- | ------------------------ | ---------------------------- | ----- |
| 1     | 19 avril   | @ New York | D 112-123 | Tobias Harris (25)            | Quatre joueurs (6)  | Cade Cunningham (12)     | Madison Square Garden 19 812 | 0 - 1 |
| 2     | 21 avril   | @ New York | V 100-94  | Cade Cunningham (33)          | Duren, Harris (13)  | Cunningham, Schröder (3) | Madison Square Garden 19 812 | 1 - 1 |
| 3     | 24 avril   | New York   | D 116-118 | Cunningham, Hardaway Jr. (24) | Duren, Reed (8)     | Cade Cunningham (11)     | Little Caesars Arena 20 062  | 1 - 2 |
| 4     | 27 avril   | New York   | D 93-94   | Cade Cunningham (25)          | Jalen Duren (17)    | Cade Cunningham (10)     | Little Caesars Arena 20 062  | 1 - 3 |
| 5     | 29 avril   | @ New York | V 106-103 | Cade Cunningham (24)          | Jalen Duren (14)    | Cade Cunningham (8)      | Madison Square Garden 19 812 | 2 - 3 |
| 6     | 1er mai    | New York   | D 113-116 | Cade Cunningham (23)          | Cade Cunningham (7) | Cade Cunningham (8)      | Little Caesars Arena 20 062  | 2 - 4 |

### Confrontations en saison régulière
| Conférence Est      | Conférence Est                              | Conférence Est                              | Conférence Est                              | Conférence Est                              | Conférence Ouest                            | Conférence Ouest                            | Conférence Ouest                            |
| Division Atlantique | Division Atlantique                         | Division Atlantique                         | Division Atlantique                         | Division Atlantique                         | Division Nord-Ouest                         | Division Nord-Ouest                         | Division Nord-Ouest                         |
| Équipe              | Domicile                                    | Domicile                                    | Extérieur                                   | Extérieur                                   | Équipe                                      | Domicile                                    | Extérieur                                   |
| ------------------- | ------------------------------------------- | ------------------------------------------- | ------------------------------------------- | ------------------------------------------- | ------------------------------------------- | ------------------------------------------- | ------------------------------------------- |
| Boston              | 118-124                                     | 117-97                                      | 120-130                                     | 99-123                                      | Denver                                      | 119-134                                     | 121-134                                     |
| Brooklyn            | 115-94                                      |                                             | 106-92                                      | 113-98                                      | Minnesota                                   | 119-105                                     | 104-123                                     |
| New York            | 98-128                                      | 115-105                                     | 120-111                                     | 124-119                                     | Oklahoma City                               | 107-113                                     | 103-119                                     |
| Philadelphie        | 96-111                                      | 125-112                                     | 105-95                                      |                                             | Portland                                    | 118-115                                     | 119-112                                     |
| Toronto             | 102-100                                     | 123-114                                     | 99-95                                       | 117-105                                     | Utah                                        | 119-126                                     | 134-106                                     |
| Division            | 13–5 (Domicile : 6–3; Extérieur : 7–2)      | 13–5 (Domicile : 6–3; Extérieur : 7–2)      | 13–5 (Domicile : 6–3; Extérieur : 7–2)      | 13–5 (Domicile : 6–3; Extérieur : 7–2)      | Division                                    | 4–6 (Domicile : 2–3; Extérieur : 2–3)       | 4–6 (Domicile : 2–3; Extérieur : 2–3)       |
| Division Centrale   | Division Centrale                           | Division Centrale                           | Division Centrale                           | Division Centrale                           | Division Pacifique                          | Division Pacifique                          | Division Pacifique                          |
| Équipe              | Domicile                                    | Domicile                                    | Extérieur                                   | Extérieur                                   | Équipe                                      | Domicile                                    | Extérieur                                   |
| Chicago             | 112-122                                     | 127-119                                     | 132-92                                      | 128-110                                     | Golden State                                | 104-107                                     | 110-115                                     |
| Cleveland           | 115-118                                     | 133-122                                     | 101-113                                     | 91-110                                      | L.A. Clippers                               | 106-97                                      | 115-123                                     |
|                     |                                             |                                             |                                             |                                             | L.A. Lakers                                 | 115-103                                     | 117-114                                     |
| Indiana             | 109-115                                     | 100-111                                     | 130-106                                     | 119-133                                     | Phoenix                                     | 121-125                                     | 133-125                                     |
| Milwaukee           | 107-128                                     | 119-125                                     | 120-127 (OT)                                | 133-140 (OT)                                | Sacramento                                  | 117-127                                     | 114-113                                     |
| Division            | 5–11 (Domicile : 2–6; Extérieur : 3–5)      | 5–11 (Domicile : 2–6; Extérieur : 3–5)      | 5–11 (Domicile : 2–6; Extérieur : 3–5)      | 5–11 (Domicile : 2–6; Extérieur : 3–5)      | Division                                    | 5–5 (Domicile : 2–3; Extérieur : 3–2)       | 5–5 (Domicile : 2–3; Extérieur : 3–2)       |
| Division Sud-Est    | Division Sud-Est                            | Division Sud-Est                            | Division Sud-Est                            | Division Sud-Est                            | Division Sud-Ouest                          | Division Sud-Ouest                          | Division Sud-Ouest                          |
| Équipe              | Domicile                                    | Domicile                                    | Extérieur                                   | Extérieur                                   | Équipe                                      | Domicile                                    | Extérieur                                   |
| Atlanta             | 122-121                                     | 130-132                                     | 114-104                                     | 148-143                                     | Dallas                                      | 117-102                                     | 117-123                                     |
| Charlotte           | 98-94                                       | 112-102                                     | 107-108                                     | 121-123 (OT)                                | Houston                                     | 99-101                                      | 107-96                                      |
| Miami               | 123-121 (OT)                                | 125-124 (OT)                                | 98-106                                      | 116-113                                     | Memphis                                     | 103-109                                     | 111-131                                     |
| Orlando             | 105-96                                      |                                             | 100-111                                     | 113-121                                     | New Orleans                                 | 136-130                                     | 127-81                                      |
| Washington          | 123-103                                     | 125-129                                     | 124-104                                     |                                             | San Antonio                                 | 122-96                                      | 125-110                                     |
| Division            | 11–6 (Domicile : 7–2; Extérieur : 4–4)      | 11–6 (Domicile : 7–2; Extérieur : 4–4)      | 11–6 (Domicile : 7–2; Extérieur : 4–4)      | 11–6 (Domicile : 7–2; Extérieur : 4–4)      | Division                                    | 6–5 (Domicile : 3–2; Extérieur : 3–3)       | 6–5 (Domicile : 3–2; Extérieur : 3–3)       |
| Conférence          | 29–22 (Domicile : 15–11; Extérieur : 14–11) | 29–22 (Domicile : 15–11; Extérieur : 14–11) | 29–22 (Domicile : 15–11; Extérieur : 14–11) | 29–22 (Domicile : 15–11; Extérieur : 14–11) | Conférence                                  | 15–16 (Domicile : 7–8; Extérieur : 8–8)     | 15–16 (Domicile : 7–8; Extérieur : 8–8)     |
| Total               | 44–38 (Domicile : 22–19; Extérieur : 22–19) | 44–38 (Domicile : 22–19; Extérieur : 22–19) | 44–38 (Domicile : 22–19; Extérieur : 22–19) | 44–38 (Domicile : 22–19; Extérieur : 22–19) | 44–38 (Domicile : 22–19; Extérieur : 22–19) | 44–38 (Domicile : 22–19; Extérieur : 22–19) | 44–38 (Domicile : 22–19; Extérieur : 22–19) |

## Classements

### Saison régulière
| Conférence Est | Conférence Est             | Conférence Est | Conférence Est | Conférence Est | Conférence Est | Conférence Est | Conférence Est |
| No             | Franchise                  | Vic.           | Déf.           | MJ             | V/D            | GB             |                |
| -------------- | -------------------------- | -------------- | -------------- | -------------- | -------------- | -------------- | -------------- |
| 1              | Cavaliers de Cleveland - c | 64             | 18             | 82             | .780           | –              |                |
| 2              | Celtics de Boston - y      | 61             | 21             | 82             | .744           | 3              |                |
| 3              | Knicks de New York - x     | 51             | 31             | 82             | .622           | 13             |                |
| 4              | Pacers de l'Indiana - x    | 50             | 32             | 82             | .610           | 14             |                |
| 5              | Bucks de Milwaukee - x     | 48             | 34             | 82             | .585           | 16             |                |
| 6              | Pistons de Détroit - x     | 44             | 38             | 82             | .537           | 20             |                |
|                |                            |                |                |                |                |                |                |
| 7              | Magic d'Orlando - y        | 41             | 41             | 82             | .500           | 23             |                |
| 8              | Hawks d'Atlanta - pi       | 40             | 42             | 82             | .488           | 24             |                |
| 9              | Bulls de Chicago - pi      | 39             | 43             | 82             | .476           | 25             |                |
| 10             | Heat de Miami - x          | 37             | 45             | 82             | .451           | 27             |                |
|                |                            |                |                |                |                |                |                |
| 11             | Raptors de Toronto - o     | 30             | 52             | 82             | .366           | 34             |                |
| 12             | Nets de Brooklyn - o       | 26             | 56             | 82             | .317           | 38             |                |
| 13             | 76ers de Philadelphie - o  | 24             | 58             | 82             | .293           | 40             |                |
| 14             | Hornets de Charlotte - o   | 19             | 63             | 82             | .232           | 45             |                |
| 15             | Wizards de Washington - o  | 18             | 64             | 82             | .220           | 46             |                |

| Division Centrale          | V  | D  | MJ | V/D  | GB | Dom   | Ext   | Neu | Div  |
| -------------------------- | -- | -- | -- | ---- | -- | ----- | ----- | --- | ---- |
| Cavaliers de Cleveland - c | 64 | 18 | 82 | .780 | –  | 34-7  | 30-11 | 0-0 | 12-4 |
| Pacers de l'Indiana - x    | 50 | 32 | 82 | .610 | 14 | 29-11 | 20-20 | 1-1 | 10-6 |
| Bucks de Milwaukee - x     | 48 | 34 | 82 | .585 | 16 | 27-14 | 20-20 | 1-0 | 9-7  |
| Pistons de Détroit - x     | 44 | 38 | 82 | .537 | 20 | 22-19 | 22-19 | 0-0 | 5-11 |
| Bulls de Chicago - pi      | 39 | 43 | 82 | .476 | 25 | 18-23 | 21-20 | 0-0 | 4-12 |

### NBA In-Season Tournament
| Rang | Équipe              | %     | J | G | P | Pp  | Pc  | Diff |
| ---- | ------------------- | ----- | - | - | - | --- | --- | ---- |
| 1    | Bucks de Milwaukee  | 1.000 | 4 | 4 | 0 | 462 | 412 | 50   |
| 2    | Pistons de Détroit  | .750  | 4 | 3 | 1 | 447 | 440 | 7    |
| 3    | Heat de Miami       | .500  | 4 | 2 | 2 | 459 | 439 | 20   |
| 4    | Raptors de Toronto  | .250  | 4 | 1 | 3 | 413 | 430 | -17  |
| 5    | Pacers de l'Indiana | .000  | 4 | 0 | 4 | 445 | 505 | -60  |

|  | Quarts de finale                     | Quarts de finale                 | Quarts de finale                 | Quarts de finale                 |                         |                         | Demi-finales                     | Demi-finales                     | Demi-finales                     | Demi-finales                     |  |  | Finale                           | Finale                           | Finale                           | Finale                           |
|  |                                      |                                  |                                  |                                  |                         |                         |                                  |                                  |                                  |                                  |  |  |                                  |                                  |                                  |                                  |
|  | 10 décembre 2024 – Milwaukee, WI     | 10 décembre 2024 – Milwaukee, WI | 10 décembre 2024 – Milwaukee, WI | 10 décembre 2024 – Milwaukee, WI |                         |                         | 14 décembre 2024 – Las Vegas, NV | 14 décembre 2024 – Las Vegas, NV | 14 décembre 2024 – Las Vegas, NV | 14 décembre 2024 – Las Vegas, NV |  |  | 17 décembre 2024 – Las Vegas, NV | 17 décembre 2024 – Las Vegas, NV | 17 décembre 2024 – Las Vegas, NV | 17 décembre 2024 – Las Vegas, NV |
|  | 10 décembre 2024 – Milwaukee, WI     | 10 décembre 2024 – Milwaukee, WI | 10 décembre 2024 – Milwaukee, WI | 10 décembre 2024 – Milwaukee, WI |                         |                         | 14 décembre 2024 – Las Vegas, NV | 14 décembre 2024 – Las Vegas, NV | 14 décembre 2024 – Las Vegas, NV | 14 décembre 2024 – Las Vegas, NV |  |  | 17 décembre 2024 – Las Vegas, NV | 17 décembre 2024 – Las Vegas, NV | 17 décembre 2024 – Las Vegas, NV | 17 décembre 2024 – Las Vegas, NV |
|  | Bucks de Milwaukee                   | Bucks de Milwaukee               | 114                              | 114                              |                         |                         | 14 décembre 2024 – Las Vegas, NV | 14 décembre 2024 – Las Vegas, NV | 14 décembre 2024 – Las Vegas, NV | 14 décembre 2024 – Las Vegas, NV |  |  | 17 décembre 2024 – Las Vegas, NV | 17 décembre 2024 – Las Vegas, NV | 17 décembre 2024 – Las Vegas, NV | 17 décembre 2024 – Las Vegas, NV |
|  | Bucks de Milwaukee                   | Bucks de Milwaukee               | 114                              | 114                              |                         |                         | 14 décembre 2024 – Las Vegas, NV | 14 décembre 2024 – Las Vegas, NV | 14 décembre 2024 – Las Vegas, NV | 14 décembre 2024 – Las Vegas, NV |  |  | 17 décembre 2024 – Las Vegas, NV | 17 décembre 2024 – Las Vegas, NV | 17 décembre 2024 – Las Vegas, NV | 17 décembre 2024 – Las Vegas, NV |
|  | Magic d'Orlando                      | Magic d'Orlando                  | 109                              | 109                              |                         |                         | 14 décembre 2024 – Las Vegas, NV | 14 décembre 2024 – Las Vegas, NV | 14 décembre 2024 – Las Vegas, NV | 14 décembre 2024 – Las Vegas, NV |  |  | 17 décembre 2024 – Las Vegas, NV | 17 décembre 2024 – Las Vegas, NV | 17 décembre 2024 – Las Vegas, NV | 17 décembre 2024 – Las Vegas, NV |
|  | Magic d'Orlando                      | Magic d'Orlando                  | 109                              | 109                              | Bucks de Milwaukee      | Bucks de Milwaukee      | 110                              | 110                              |                                  |                                  |  |  | 17 décembre 2024 – Las Vegas, NV | 17 décembre 2024 – Las Vegas, NV | 17 décembre 2024 – Las Vegas, NV | 17 décembre 2024 – Las Vegas, NV |
|  | 11 décembre 2024 – New York, NY      |                                  |                                  |                                  | Bucks de Milwaukee      | Bucks de Milwaukee      | 110                              | 110                              |                                  |                                  |  |  | 17 décembre 2024 – Las Vegas, NV | 17 décembre 2024 – Las Vegas, NV | 17 décembre 2024 – Las Vegas, NV | 17 décembre 2024 – Las Vegas, NV |
|  |                                      |                                  | Hawks d'Atlanta                  | Hawks d'Atlanta                  | 102                     | 102                     |                                  |                                  |                                  |                                  |  |  | 17 décembre 2024 – Las Vegas, NV | 17 décembre 2024 – Las Vegas, NV | 17 décembre 2024 – Las Vegas, NV | 17 décembre 2024 – Las Vegas, NV |
|  | Knicks de New York                   | Knicks de New York               | Hawks d'Atlanta                  | Hawks d'Atlanta                  | 102                     | 102                     | 100                              | 100                              |                                  |                                  |  |  | 17 décembre 2024 – Las Vegas, NV | 17 décembre 2024 – Las Vegas, NV | 17 décembre 2024 – Las Vegas, NV | 17 décembre 2024 – Las Vegas, NV |
|  | Knicks de New York                   | Knicks de New York               | 14 décembre 2024 – Las Vegas, NV |                                  |                         |                         | 100                              | 100                              |                                  |                                  |  |  | 17 décembre 2024 – Las Vegas, NV | 17 décembre 2024 – Las Vegas, NV | 17 décembre 2024 – Las Vegas, NV | 17 décembre 2024 – Las Vegas, NV |
|  | Hawks d'Atlanta                      | Hawks d'Atlanta                  | 108                              | 108                              |                         |                         |                                  |                                  |                                  |                                  |  |  | 17 décembre 2024 – Las Vegas, NV | 17 décembre 2024 – Las Vegas, NV | 17 décembre 2024 – Las Vegas, NV | 17 décembre 2024 – Las Vegas, NV |
|  | Hawks d'Atlanta                      | Hawks d'Atlanta                  | 108                              | 108                              | Bucks de Milwaukee      | Bucks de Milwaukee      | 97                               | 97                               |                                  |                                  |  |  |                                  |                                  |                                  |                                  |
|  | 10 décembre 2024 – Oklahoma City, OK |                                  |                                  |                                  | Bucks de Milwaukee      | Bucks de Milwaukee      | 97                               | 97                               |                                  |                                  |  |  |                                  |                                  |                                  |                                  |
|  |                                      |                                  | Thunder d'Oklahoma City          | Thunder d'Oklahoma City          | 81                      | 81                      |                                  |                                  |                                  |                                  |  |  |                                  |                                  |                                  |                                  |
|  | Thunder d'Oklahoma City              | Thunder d'Oklahoma City          | Thunder d'Oklahoma City          | Thunder d'Oklahoma City          | 81                      | 81                      | 118                              | 118                              |                                  |                                  |  |  |                                  |                                  |                                  |                                  |
|  | Thunder d'Oklahoma City              | Thunder d'Oklahoma City          |                                  |                                  |                         |                         |                                  |                                  |                                  |                                  |  |  |                                  |                                  |                                  |                                  |
|  | Mavericks de Dallas                  | Mavericks de Dallas              | 104                              | 104                              |                         |                         |                                  |                                  |                                  |                                  |  |  |                                  |                                  |                                  |                                  |
|  | Mavericks de Dallas                  | Mavericks de Dallas              | 104                              | 104                              | Thunder d'Oklahoma City | Thunder d'Oklahoma City | 111                              | 111                              |                                  |                                  |  |  |                                  |                                  |                                  |                                  |
|  | 11 décembre 2024 – Houston, TX       |                                  |                                  |                                  | Thunder d'Oklahoma City | Thunder d'Oklahoma City | 111                              | 111                              |                                  |                                  |  |  |                                  |                                  |                                  |                                  |
|  |                                      |                                  | Rockets de Houston               | Rockets de Houston               | 96                      | 96                      |                                  |                                  |                                  |                                  |  |  |                                  |                                  |                                  |                                  |
|  | Rockets de Houston                   | Rockets de Houston               | Rockets de Houston               | Rockets de Houston               | 96                      | 96                      | 91                               | 91                               |                                  |                                  |  |  |                                  |                                  |                                  |                                  |
|  | Rockets de Houston                   | Rockets de Houston               |                                  |                                  |                         |                         |                                  | 91                               |                                  |                                  |  |  |                                  |                                  |                                  |                                  |
|  | Warriors de Golden State             | Warriors de Golden State         | 90                               | 90                               |                         |                         |                                  |                                  |                                  |                                  |  |  |                                  |                                  |                                  |                                  |
|  | Warriors de Golden State             | Warriors de Golden State         | 90                               | 90                               |                         |                         |                                  |                                  |                                  |                                  |  |  |                                  |                                  |                                  |                                  |
|  |                                      |                                  |                                  |                                  |                         |                         |                                  |                                  |                                  |                                  |  |  |                                  |                                  |                                  |                                  |